# أرييل كاستيلو ناخيرا
أرييل كاستيلو ناخيرا (بالإسبانية: Ariel Castillo Nájera)‏ هو سياسي مكسيكي، ولد في 2 ديسمبر 1955 في ولاية مكسيكو في المكسيك. حزبياً، نشط في New Alliance Party (Mexico) ‏. وقد انتخب عضو مجلس النواب المكسيك.